# Sami Rabaka
Pas d'image ? Cliquez ici

b Matchs officiels uniquement.
Dernière mise à jour le 27 mai 2025.
Samisoni Rabaka Nasagavesi, né le 19 avril 1969 à Nadi (Fidji), est un joueur de rugby à XV, qui joue avec l'équipe des Fidji, évoluant au poste de demi de mêlée (1,82 m pour 90 kg).
Il était en concurrence en sélection avec Jacob Rauluni et Mosese Rauluni.

## Carrière

### En club
- Airport, Nadi (Fiji)

### En équipe nationale
Sami Rabaka obtient sa première cape internationale le 20 juin 1992, à l'occasion d'un match contre l'équipe des Samoa.
Il participe à la Coupe du monde 2003 (2 matchs).

## Palmarès
- 29 sélections avec l'équipe des Fidji
- Sélections par année : 2 en 1992, 1 en 1993, 2 en 1994, 2 en 1998, 5 en 1999, 7 en 2001, 7 en 2002 et 3 en 2003.
- 14 points
- 3 essais